# Сергій Наклович
Сергій Наклович (22.06.1911, с. Соколя, Мостищина, на той час Австро-Угорщина, нині Яворівський р-н, Львівська обл., Україна — 15.09.1995, Відень) — український громадський діяч, політв'язень радянських таборів, доктор правничих наук.

## Життєпис
Народився в родині священника. Його батько, о. Ромуальд Наклович, душпастирське служіння розпочав у с. Соколя, де отримав посаду приватного сотрудника (1909 р.). Для сільської парафії це була рідкість, бо приватного сотрудника парох утримував власним коштом, — можливо, це пояснюється тим, що дружиною о. Р. Накловича була внучка місцевого пароха о. Йосипа Черкавського Олена Дуркот — мати Сергія Накловича та двох його братів (Олександр (Олесь), нар. 1 січня 1913 р. та Юліян Іван Мар'ян, нар. у листопаді 1913 р.). Олена померла 1916 року, і священник змушений був самотужки зайнятись вихованням трьох малолітніх синів. З 1917 р. родина мешкала у с. Твіржа на Мостищині, де батько отримав сотрудництво, а з 1923 р. — у с. Дмитровичі поблизу Судової Вишні (на посаді завідателя на парохію).
В 1930-х рр. Сергій Наклович студіював інженерію в Данциґу (де був членом студентської корпорації «Чорноморці»), однак через матеріальні труднощі перервав навчання. Пізніше вивчав право у Львівському університеті.
Накловичі покинули Галичину в часі першої совєтської окупації (1939–1941) і подались до Відня.
Сергій продовжив навчання, зокрема здобув докторат на правничому факультеті Віденського університету (до того ще якийсь час навчався у Бреслау). Крім цього мав диплом доктора правничих наук УВУ в Мюнхені, диплом магістра комерційних наук Експортової академії (Імператорська академія експорту) у Відні.
В роки Другої світової Сергій Наклович усіляко намагався допомагати численним біженцям з України. На зборах наприкінці червня 1945 р. його обрали головою «Січі». Головним його завданням була допомога українцям, які знаходили пристановище у вищих навчальних закладах. Про ці часи є його спомини - "Студентське життя у Відні після Другої світової війни". С. Наклович.
Відень окупували союзники й поділили на підконтрольні зони – американську, англійську, французьку і совєтську. Накловичі жили в американській зоні, однак це не було гарантією безпеки: совєтська окупаційна влада проводила у Відні арешти, причому не тільки у своїй зоні, але й у чужих.  В ніч на 17 жовтня 1947 р. шестеро озброєних енкаведистів фактично викрали його. Відтак у холодному товарному вагоні завезли до Львова. В квітні 1948 р. С. Накловича засудили на 20 років каторги, нібито за «шпигунство на користь ЗСА (США, – М.Х.)» та вивезли в Сибір.
В ув’язненні С. Наклович перебував більше десяти років. Відомо, що був, зокрема, у таборі Абезь, залишилися його спогади про вʼязнів о. Григорія (Лакоту), генерала Олександра Грекова.
До Відня С. Наклович повернувся у лютому 1958 р. Тут на нього чекав старенький о. Ромуальд Наклович, яким Сергій опікувався до його смерті 2 липня 1965 р.
С. Наклович отримав австрійське громадянство. Працював аж до виходу на пенсію в автомобільній компанії «Опель».
Але головною справою його життя залишалась допомога українським біженцям у Відні.
В 1965 — 71рр. та з 1975 [- мабуть, до кінця життя] був головою Українського центрального допомогового обʼєднання в Австрії (УцДОА), представником Злученого українсько-американського допомогового комітету (ЗУАДК, створений у січні 1944 р.) і мужем довір’я КОДУС Комісії допомоги українському студентству (заснована у листопаді 1940 р. у Кракові).
Громадська діяльність С. Накловича не обмежувалась тільки опікою над біженцями. Він був серед організаторів різноманітних заходів, вів серед діаспори просвітницьку роботу.
В 1991 р. С. Наклович (напередодні свого 80-ліття) отримав Медаль заслуги ім. св. Володимира Хрестителя Руси-України, яку присудили йому на Пленарній сесії секретаріату СКВУ у Торонто (3-4 травня). Оскільки він на цій сесії не був, нагороду йому привіз до Відня генеральний секретар СКВУ д-р Василь Верига.
Помер С. Наклович 15 вересня 1995 р. Похований в родинній могилі на цвинтарі «Централь Фрідгоф». Його вдова Ядвіга передала залишені та невикористані фонди, якими управляв її чоловік, українським організаціям, які займались допомогою українцям у різних куточках світу (фонд нараховував по смерті д-ра Накловича 406 249.80 шилінгів).
1. ↑  Сікора, В. Д. (2020). Наклович Олександр. Енциклопедія Сучасної України (укр.). Процитовано 28 грудня 2024.
2. 1 2 3 4  Шляхами Накловичів. Збруч (укр.). 18 травня 2024. Процитовано 28 грудня 2024.
3. 1 2  Боднар В. Жмут споминів про д-ра С. Накловича // Свобода. Український щоденник. Джерзі Ситі і Ню Йорк. Вівторок, 21 листопада 1995. Р.СІІ. Ч. 221. С. 8.
4. ↑  https://shron2.chtyvo.org.ua/Suchasnist/1991_N04_360.pdf?
5. 1 2  Свобода. Український щоденник. Джерзі Ситі і Ню Йорк. Середа, 17 липня 1991. Р. XCVIII. Ч. 134. С. 6.